# Mitsubishi Fuso Truck and Bus Corporation

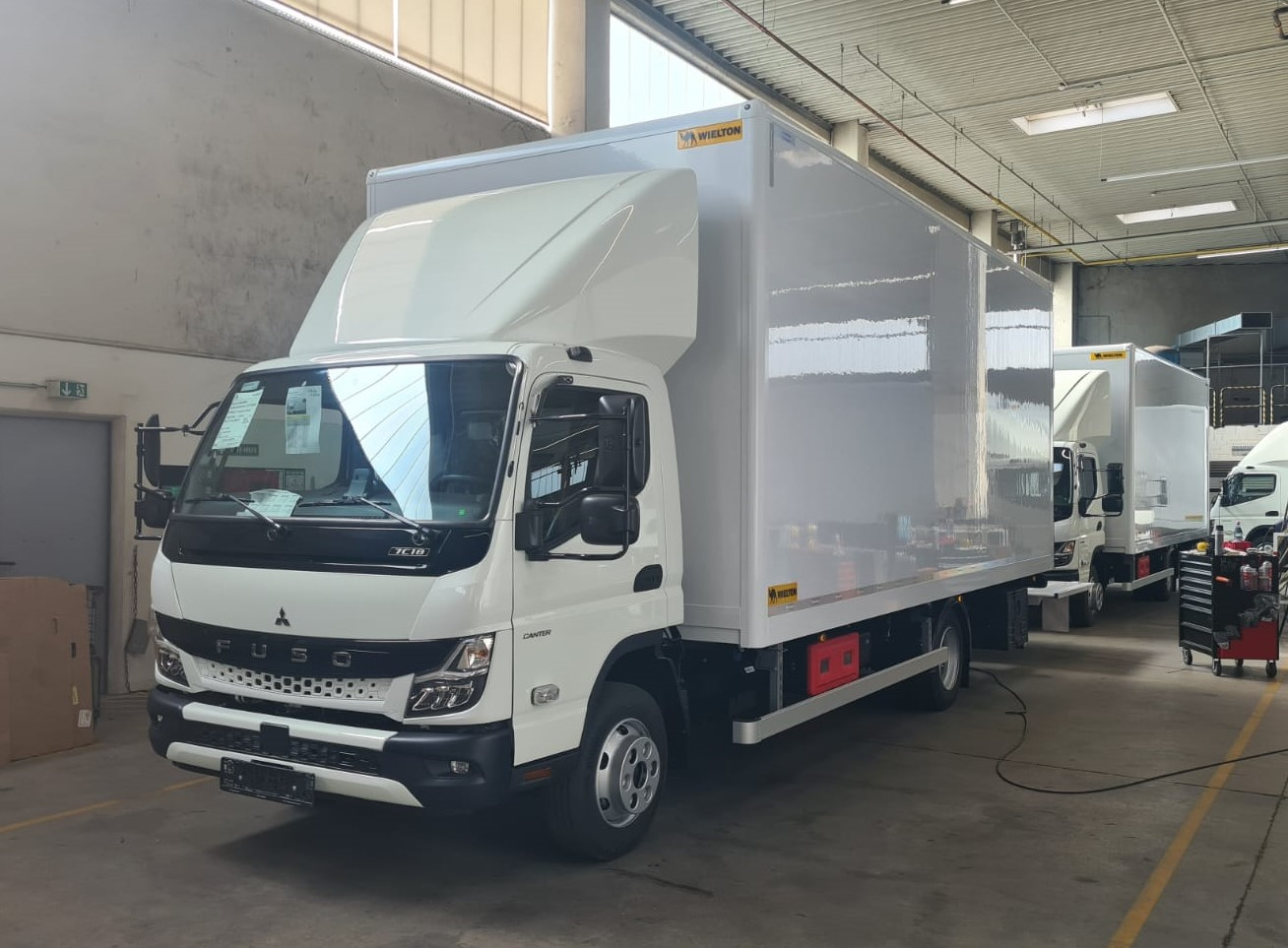
Fuso Canter 2023 mit Kofferaufbau

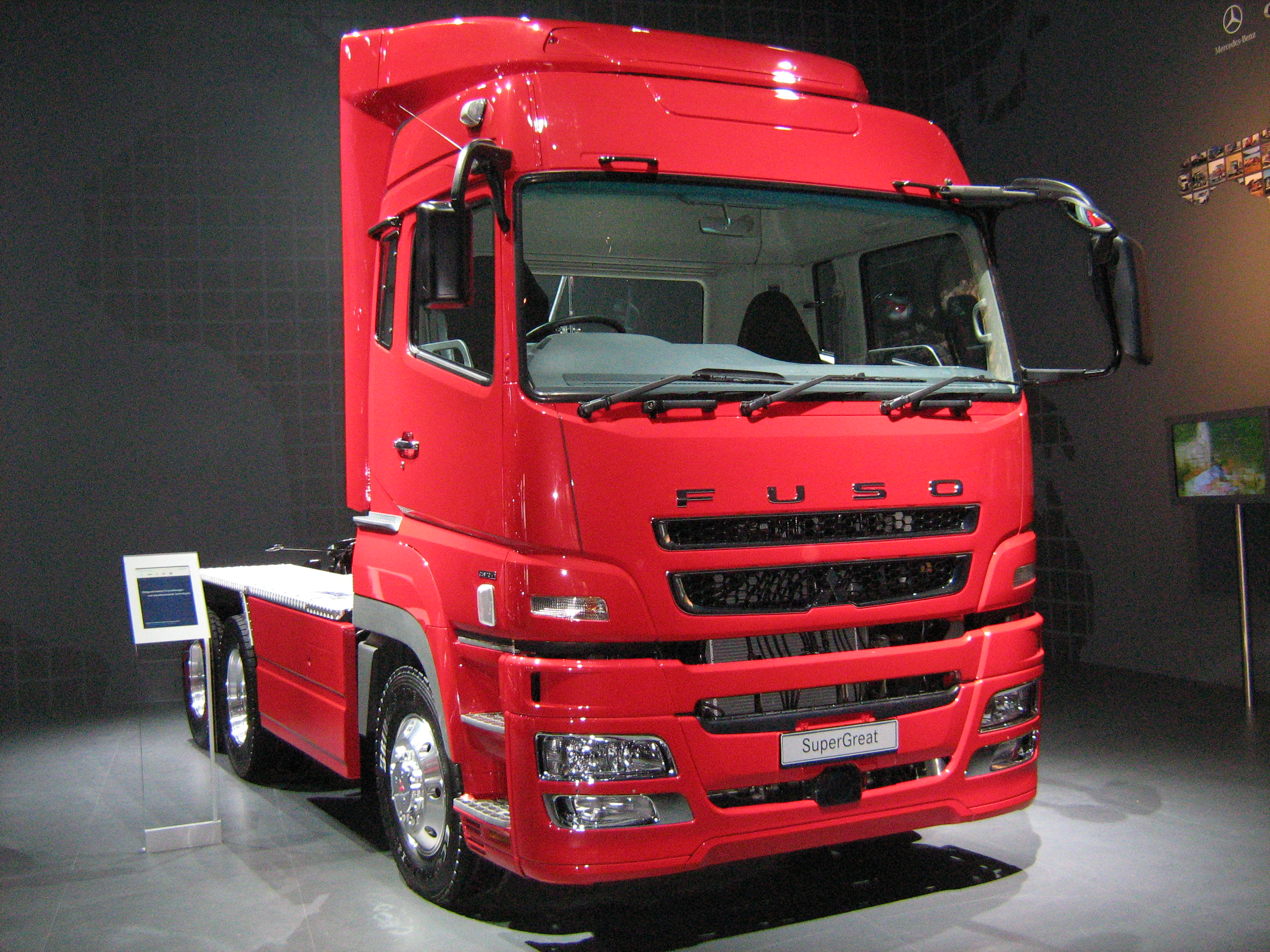
Fuso SuperGreat-Zugmaschine 2008

Die Mitsubishi Fuso Truck and Bus Corporation (MFTBC; jap. 三菱ふそうトラック・バス株式会社, Mitsubishi Fusō Torakku Basu Kabushiki-gaisha) ist ein japanischer Hersteller von Nutzfahrzeugen und Teil von Daimler Truck.

## Entstehung des Firmennamens
Der erste schwere Mitsubishi-Bus (Modell B46) wurde in den Schiffs- und Maschinenwerken der Mitsubishi Heavy Industries in Kōbe gebaut und im Mai 1932 an das Eisenbahnministerium geliefert. Aus diesem Anlass wurden die Angestellten des Unternehmens aufgefordert, Vorschläge für einen geeigneten Spitznamen zu machen. Der Name Fuso machte das Rennen.
Das Wort Fusō (vom chinesischen Begriff Fusang abgeleitet) lässt sich auf einen heiligen Baum zurückführen bzw. ein wundersames Land mit derartig benannten Pflanzen. Dieses Land wurde in China mit Japan gleichgesetzt. Seitdem wurde der Name Fuso wiederholt benutzt, u. a. für Vertriebsgesellschaften.

## Geschichte
MFTBC entwickelte sich zunächst als integraler Teil von Mitsubishi Motors Corporation (MMC). Nach dem ersten PKW 1917, dem ersten Bus 1932 und einer bewegten Geschichte u. a. durch den Zweiten Weltkrieg entwickelte sich die Automobilproduktion unabhängig in drei Teilen des Konzerns, bevor diese im April 1970 zu MMC zusammengelegt wurden, damit Chrysler daran beteiligt werden konnte. Es folgte eine intensive Zusammenarbeit, bis sich Chrysler etwa 1991 auf Grund eigener Probleme zurückziehen musste. Ab etwa 1995 begannen sich die Probleme bei MMC zu häufen, so dass man etwas später, teils widerwillig, neue Partner mit neuem Kapital suchen musste.
Am 28. Juli 2000 beteiligte sich Volvo Trucks an MMC mit 5 % für 39,5 Mrd. Yen. MMC sollte das Lkw-Geschäft aus den anderen Aktivitäten herauslösen und in eine eigene Abteilung überführen, die dann als eigenständige Gesellschaft ausgegliedert und Volvo daran mit 19,9 % beteiligt werden sollte. Am gleichen Tag, dem 28. Juli 2000, wurde aber auch die Mercedes-Benz Group (damals DaimlerChrysler) für 202,4 Mrd. Yen (2,1 Mrd. Euro) mit 34 % an MMC beteiligt. Das Lkw-Geschäft wurde dabei zwar ausgeklammert, Volvo fürchtete aber den Einfluss von Daimler und verlor das Interesse. Daimler signalisierte Bereitschaft, Volvos Anteil zu kaufen, und zahlte dafür im April 2001 weitere 760 Mill. Euro. Anfang 2003 wurde das ursprünglich mit Volvo geplante Spin-off mit Daimler realisiert. Daimler erhielt kurz nach Gründung von MFTBC mit 43 % den größten Anteil gegen Zahlung von 89 Mrd. Yen, andere Mitsubishi-Gesellschaften 15 % für 31 Mrd. Yen. Die restlichen 42 % behielt MMC. Im März 2004 konnte DaimlerChrysler gegen Zahlung von 52 Mrd. Yen seinen Anteil auf 65 % erhöhen und erhielt damit die Kontrolle über MFTBC. Umgehend begannen ein „Radikales Aufräumen mit der Vergangenheit“ und zahlreiche nachträgliche Rückrufaktionen. Als Ausgleich dafür erhielt DaimlerChrysler im März 2005 die restlichen bei MMC verbliebenen 20 % der Gesellschaftsanteile. Am 11. Januar 2011 erwarb Daimler dann noch den Anteil einer der anderen Mitsubishi-Gesellschaften und erhöhte damit seinen Anteil an MFTBC von 85 % auf 89,29 %.
Inzwischen (2018) wurde MFTBC in den Entwicklungs- und Fertigungsverbund von Daimler eingebunden. Daimler will so durch eine steigende Zahl gleicher oder ähnlicher Teile und Komponenten Kostenvorteile erzielen. So sind die Motoren des aktuellen Fuso Super Great weitgehend baugleich auch bei Freightliner und Mercedes-Benz zu finden. Eine Sonderrolle nimmt im Programm von Fuso der Canter ein. Zum einen, weil es in den Lieferprogrammen von Freightliner und Mercedes-Benz (Mercedes-Benz Vario wurde 2013 eingestellt) keine entsprechenden Modelle gibt. Zum anderen, weil der Canter bereits seit 1981 (also lange vor der Übernahme durch Daimler) das einzige in Deutschland angebotene Modell ist.
Ende Mai 2023 unterzeichneten MFTBC, Daimler und Hino Motors mit deren Muttergesellschaft Toyota eine Absichtserklärung zur Zusammenarbeit bei Entwicklung und Produktion. Bis Ende 2024 soll für diese Bereiche eine gemeinsame Tochtergesellschaft gegründet werden, man verspricht sich davon Kostensenkungen und eine Stärkung der eigenen Marktstellung in Südost- und Südasien.
Im Juni 2025 vereinbarten MFTBC, deren Muttergesellschaft Daimler Trucks, sowie Hino und deren Muttergesellschaft Toyota ihr LKW-Geschäft mit den Marken Hino und Mitsubishi Fuso gleichberechtigt zu fusionieren. Der Zusammenschluss soll im April 2026 starten. Daimler Truck und Toyota sollen an der neuen Holding jeweils 25 % halten, diese wiederum soll zu 100 % an Mitsubishi Fuso und Hino beteiligt sein. Die neue Holding soll an der Börse notiert werden und von Karl Deppen als CEO geführt werden, der Hauptsitz soll in Tokio sein.

## Vertrieb
Zu Beginn der Kooperation von DaimlerChrysler (heute Daimler) mit MCC (2000–2004) wurden die MCC-Vertriebsgesellschaft(en) in Deutschland und Europa aufgelöst und der Vertrieb von Daimler übernommen. Nach Ende der Kooperation gehörte MFTBC bereits mehrheitlich zu Daimler, der Vertrieb blieb deshalb auch bei Daimler. In anderen Länder in Europa wurde ähnlich verfahren.

## Aktuelle Modelle
- Canter
- FUSO eCanter
- Fighter
- Super Great
- Rosa
- Aero Midi
- Aero Star
- Aero Aceh
- Aero Bus
- Aero Queen
- Aero King

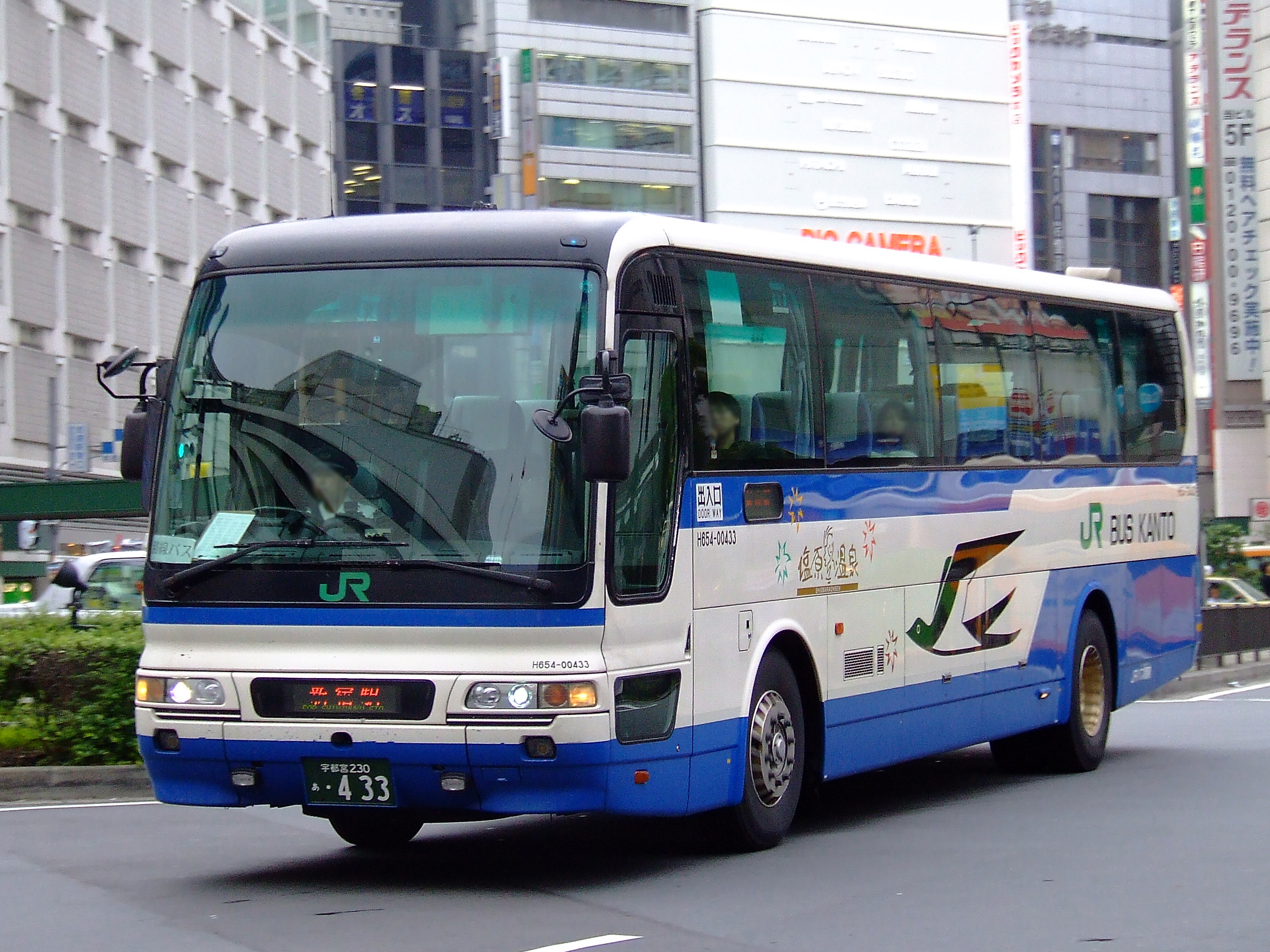
Fuso Aero Bus
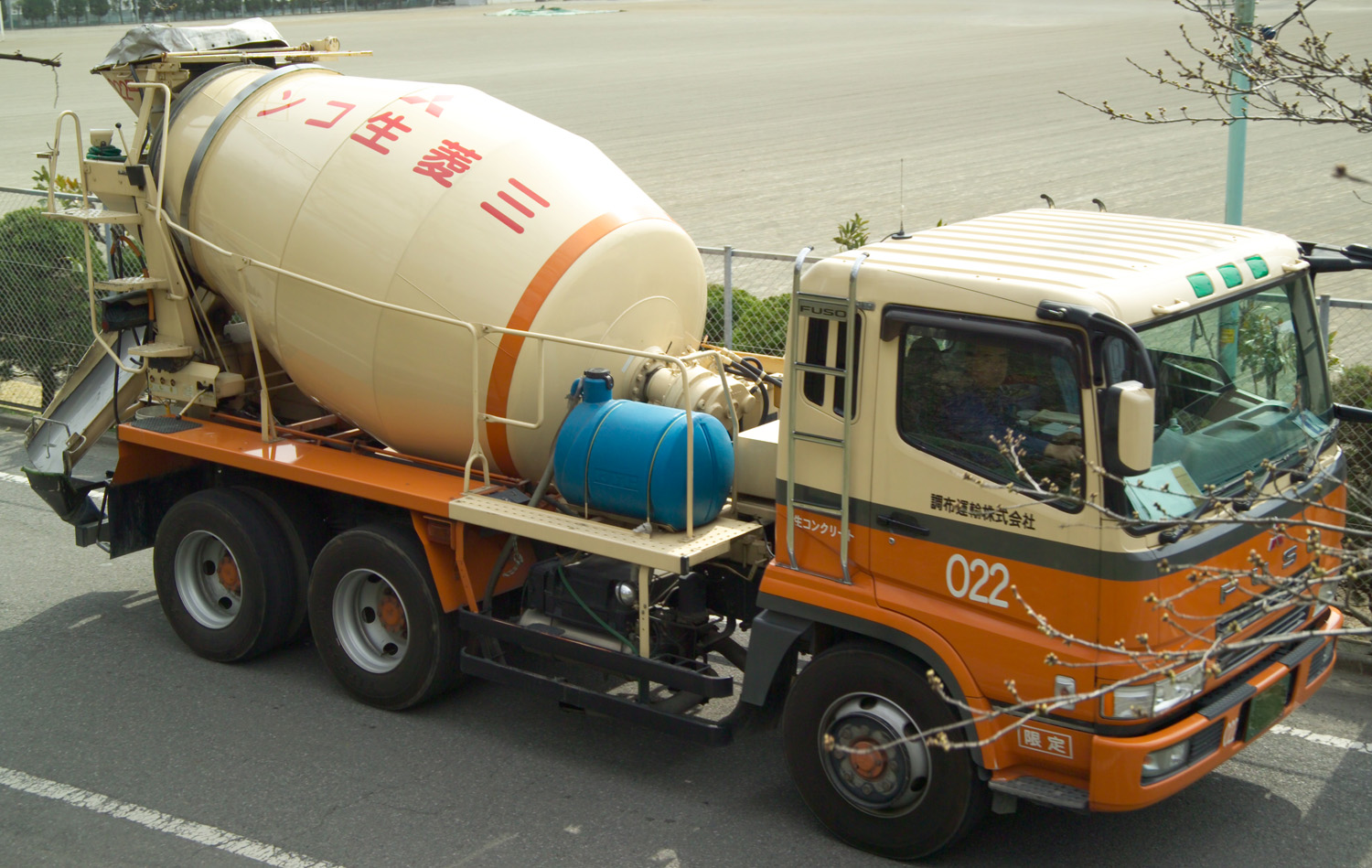
Fuso Super Great
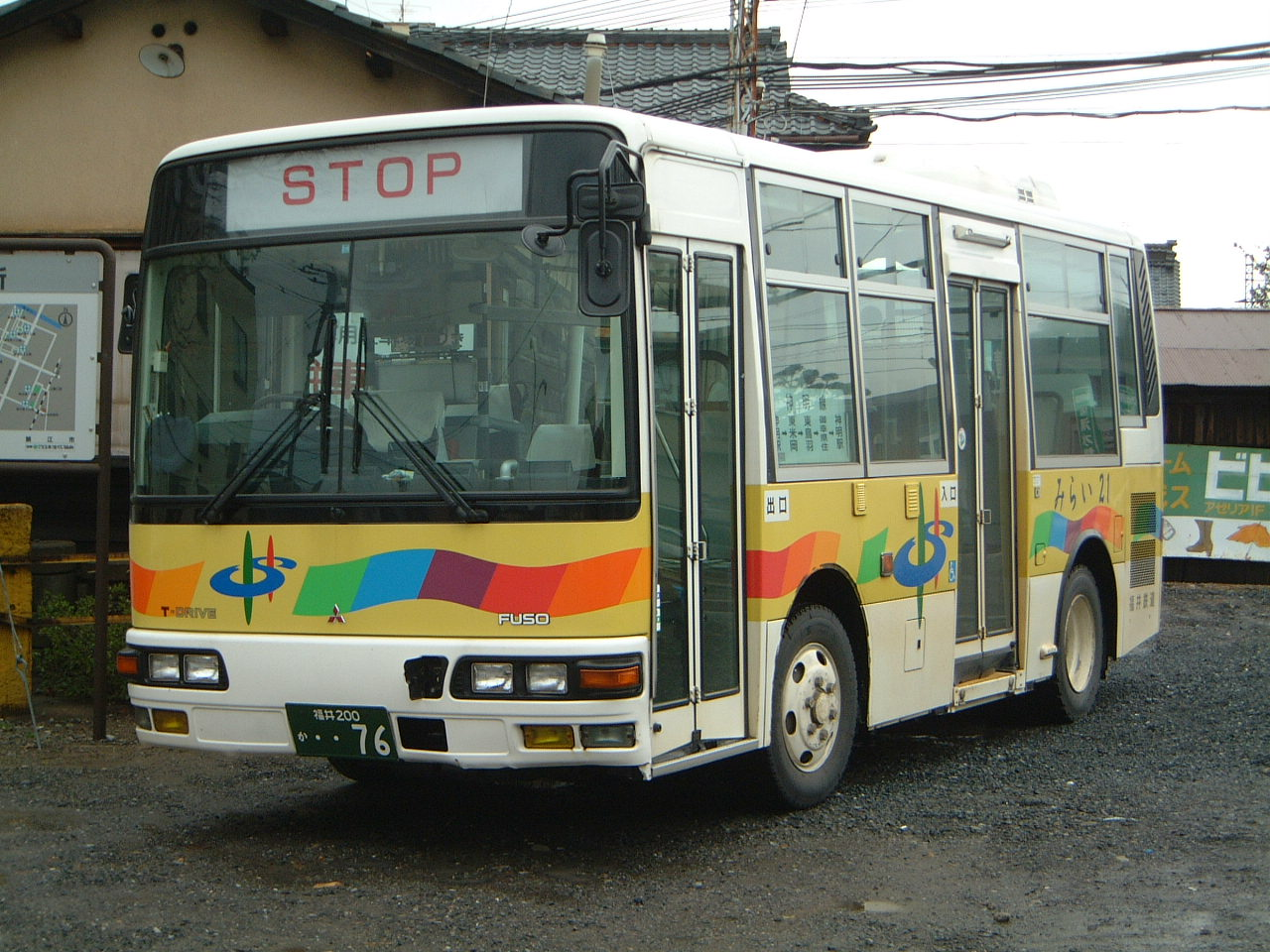
Fuso Aero Midi
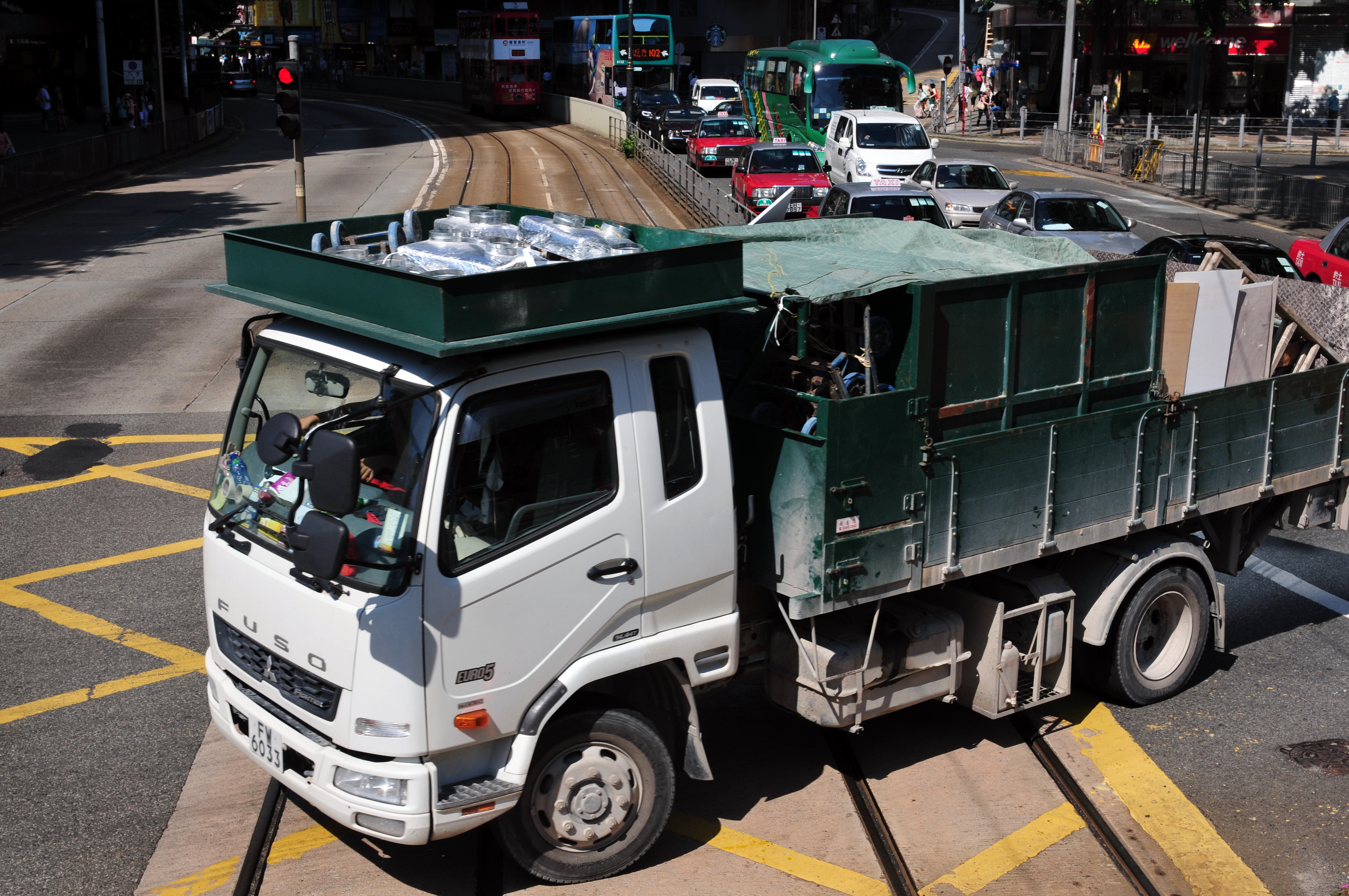
Fuso Fighter
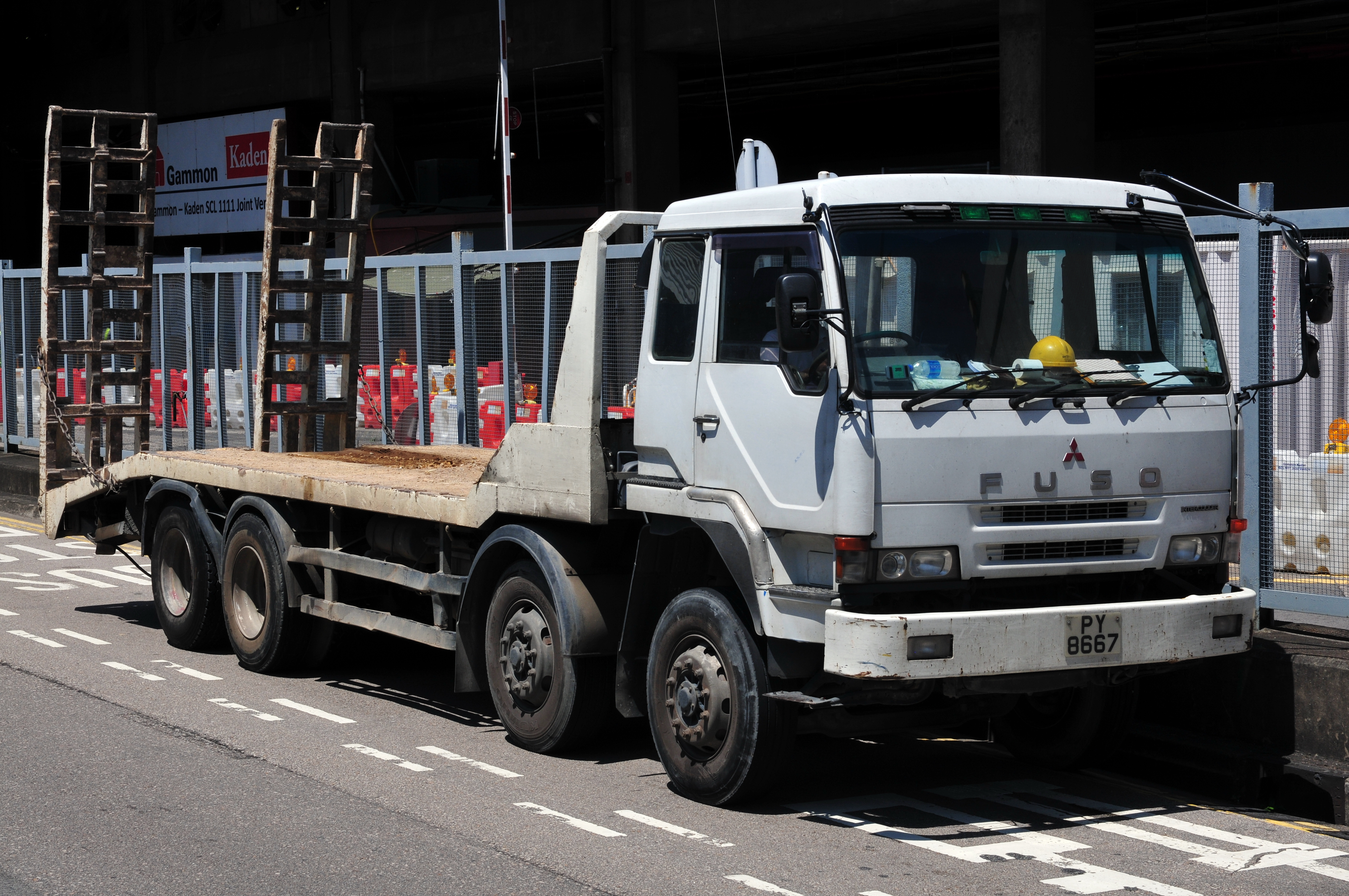
Fuso Machine Carrier